# 何塞·阿斯科納·德爾奧約
何塞·阿斯科納·德爾奧約（西班牙語：José Azcona del Hoyo，1927年1月26日—2005年10月24日），宏都拉斯自由黨成員，1986年至1990年擔任宏都拉斯總統。